# Scorpiops shidian
Espèce
Synonymes
- Euscorpiops shidian Qi, Zhu & Lourenço, 2005

Scorpiops shidian est une espèce de scorpions de la famille des Scorpiopidae.

## Distribution
Cette espèce est endémique du Yunnan en Chine. Elle se rencontre à Baoshan dans le xian de Shidian.

## Description

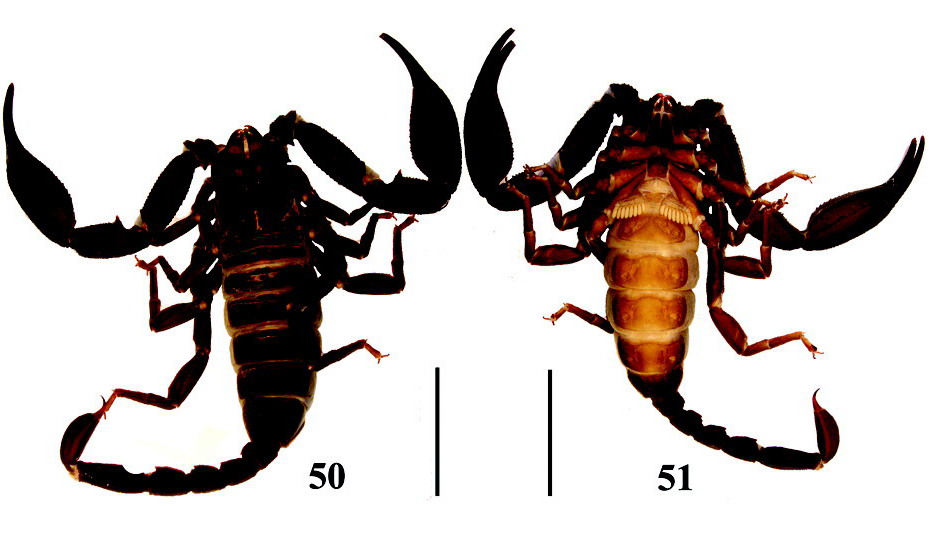
Scorpiops shidian ♂

Le mâle holotype mesure 48,85 mm et la femelle paratype 59,81 mm.

## Systématique et taxinomie
Cette espèce a été décrite sous le protonyme Euscorpiops shidian par en. Elle est placée dans le genre Scorpiops par Kovařík, Lowe, Stockmann et Šťáhlavský en 2020.

## Étymologie
Son nom d'espèce lui a été donné en référence au lieu de sa découverte, le xian de Shidian.

## Publication originale
- Qi, Zhu & Lourenço, 2005 : « Eight New Species of the Genera Scorpiops Peters, Euscorpiops Vachon, and Chaerilus Simon (Scorpiones: Euscorpiidae, Chaerilidae) from Tibet and Yunnan, China. » Euscorpius, no 32, p. 1–40 (texte intégral).